# Patrick Turner
Patrick Turner (Toronto, 24 de marzo de 1961) es un deportista canadiense que compitió en remo. Es hermano del también remero Timothy Turner.
Participó en los Juegos Olímpicos de Los Ángeles 1984, obteniendo una medalla de oro en la prueba de ocho con timonel. Ganó una medalla de bronce en el Campeonato Mundial de Remo de 1981.

## Palmarés internacional
| Juegos Olímpicos   | Juegos Olímpicos             | Juegos Olímpicos  | Juegos Olímpicos          |
| Año                | Lugar                        | Medalla           | Prueba                    |
| ------------------ | ---------------------------- | ----------------- | ------------------------- |
| 1984               | Los Ángeles (Estados Unidos) | Medalla de oro    | Ocho con timonel          |
| Campeonato Mundial |                              |                   |                           |
| Año                | Lugar                        | Medalla           | Prueba                    |
| 1981               | Múnich (RFA)                 | Medalla de bronce | Cuatro sin timonel ligero |